# 回撤 (經濟學)
回撤是指一些股票、基金等金融領域的投資標的價格下跌。最大回撤則是指投資標的價格從最高點跌至最低點時的狀態。回撤是衡量股票、基金等標的風險的一個指標。